# Louis Moutin
Pour les articles homonymes, voir Moutin.

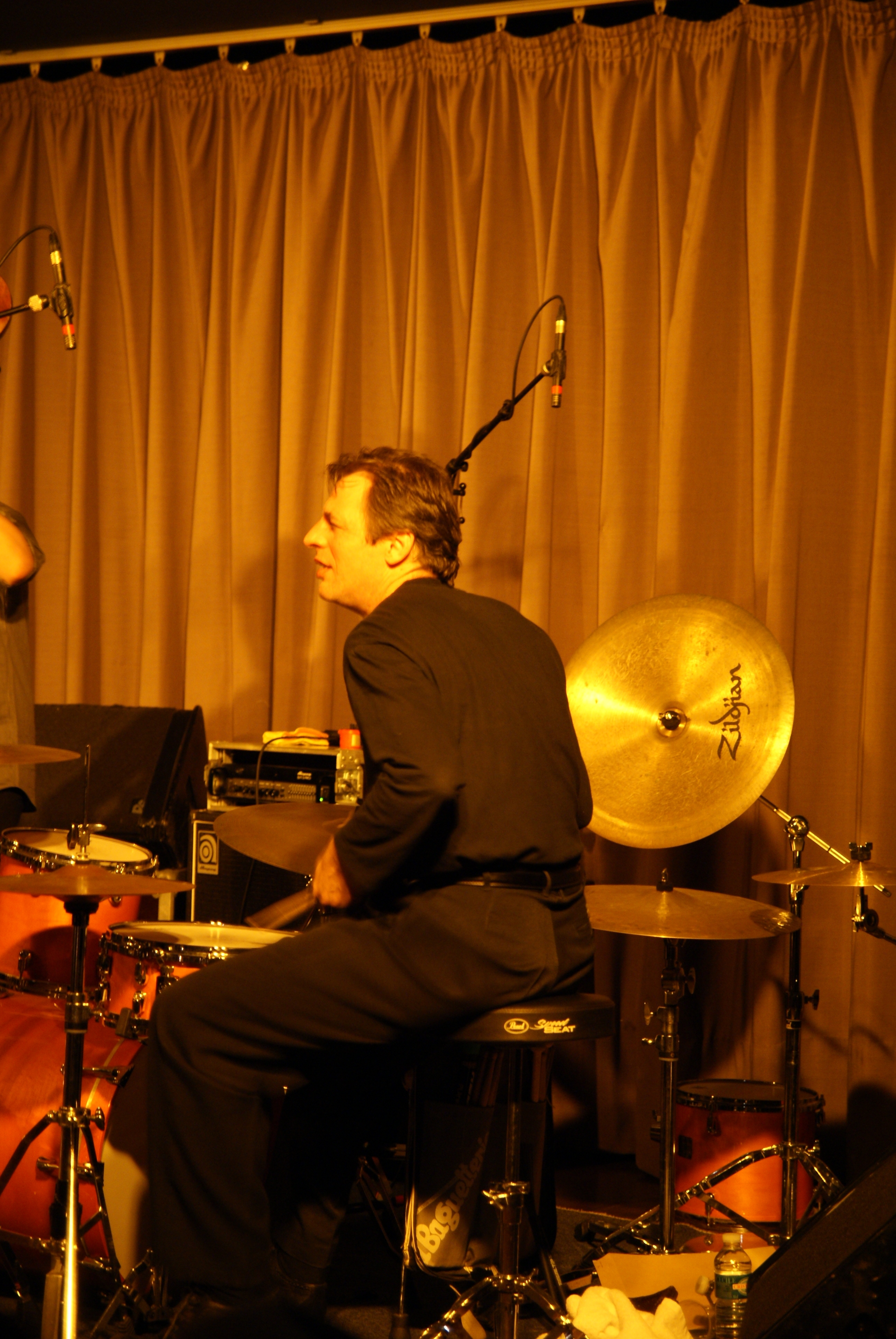
Louis Moutin à Cannes en 2009

Louis Moutin né à Paris le 24 décembre 1961 est un batteur de jazz. Dès l'âge de 7 ans, il joue du piano mais c'est à 20 ans qu'il choisit la batterie. En même temps, il obtient un diplôme d'ingénieur à Centrale Lyon en 1985, et obtient une maîtrise de mathématiques. Il décide néanmoins  de vivre sa passion et de devenir musicien de jazz professionnel. En 1998, il crée avec son frère jumeau François Moutin le  groupe Moutin Reunion Quartet et en 2013 le Moutin Factory Quintet. Il a joué avec Martial Solal, Jean-Michel Pilc, Christian Escoudé, Pierre de Bethmann, Tigran Hamasyan, Antoine Hervé , Henri Texier ...
Il est lauréat du prix Django-Reinhardt en 2005 avec son frère François.
Il est le fils de Jacqueline Melzassard et Jacques Moutin et le frère de François Moutin.

## Discographie

### En tant que coleader
- 2019 : Mythical River, Moutin Factory Quintet (Laboriz Jazz)
- 2016 : Deep - Moutin Factory Quintet - Jazz Family
- 2010 : Soul Dancers - Francois & Louis Moutin – Plus Loin
- 2007 : Sharp Turns –  Moutin Reunion Quartet – Nocturne
- 2005 : Something like now – Moutin Reunion Quartet – Nocturne
- 2003 : Red moon - Moutin Reunion Quartet - Nocturne
- 2002 : Power tree – Moutin Reunion Quartet – Dreyfus Records
- 1991 : Parcours – François et Louis Moutin Quintet

### En sideman
- Sky Dancers —Henri Texier — Label Bleu — 2016
- Freedom fighter – Ronnie Lynn Patterson – Zig Zag Territoire  – 2008
- New Era – Tigran Hamasyan – Nocturne  – 2007
- Prima o poio – Giovanni Mirabassi Quartet – Discograph – 2005
- Live – Giovanni Mirabassi Trio – Atelier Sawano – 2004
- Summertime – Antoine Hervé – Nocturne Production – 2002
- Paris – Remy Chaudagne – Disques Yvon Chataigner – 2002
- Invention is you – Antoine Hervé – Enja – 2001
- Funny stream – Ocean – RDC Records – 2000
- Architecture – Giovanni Mirabassi Trio – 1999
- Fluide – Antoine Hervé Trio – 1995
- Idée fixe – Laurent Dehors Trio – 1993
- Séquence Thmirique – Trio Machado – 1993
- White Keys – Manuel Rocheman Trio – 1992